# José Tristão da Cunha Silveira de Bettencourt
José Tristão da Cunha Silveira de Bettencourt (Praia da Graciosa, 22 de março de 1807 — Angra do Heroísmo, 7 de março de 1887) foi advogado da provisão da cidade de Angra do Heroísmo e um militar português que se destacou no movimento das causas liberais durante a Guerra Civil Portuguesa que se estendeu de 1828 a 1834. Os ideais terão sido acicatados pelo facto residir na ilha Terceira com a sua família, ilha onde se desenvolveu grande parte do movimento liberal.
No apoio que deu à cousa liberal na Guerra Civil Portuguesa, ao lado do rei D. Pedro IV de Portugal ou Pedro I do Brasil, destacou-se a sua participação no batalhão de voluntários do Mindelo facto que lhe mereceu ser condecorado com a Medalha n.º 2 do comemorativa das campanhas em que participou.

## Relações familiares
Foi filho do capitão-mor e 1.º barão da Fonte do Mato, António da Cunha Silveira de Bettencourt, e da sua segunda esposa D. Ana Balbina da Cunha, e casou com D. Francisca Carolina de Mendonça Pacheco de Melo de quem teve Francisca Virgínia da Cunha da Silveira de Bettencourt casada com Nicolau Moniz de Bettencourt .